# Obbatjärnen
Obbatjärnen är en sjö i Dorotea kommun i Lappland och ingår i Ångermanälvens huvudavrinningsområde.